# Le Spirou de…
La série Le Spirou de… (dans un premier temps appelée Une aventure de Spirou et Fantasio par… jusqu'en 2010) a été lancée en janvier 2006. Il s’agit d’une collection d'albums spéciaux de la série de BD Spirou et Fantasio, avec laquelle ils n’interféreront pas. Chaque tome est un one shot confié à des auteurs différents. Pour l'instant, seize albums et quatre hors-série ont vu le jour dans la collection.

## Historique

### Années 2000
En janvier 2006, Dupuis annonce la création d'une nouvelle collection, Une aventure de Spirou et Fantasio par…, dont le principe sera de permettre à un auteur ou une équipe d'auteur d'exprimer son point de vue sur la série. Les trois premières équipes annoncées sont : le dessinateur Yoann et le scénariste Fabien Vehlmann pour le premier tome, le dessinateur Fabrice Tarrin et le scénariste Yann pour le deuxième, enfin, Frank Le Gall pour le troisième.
L'album de Yoann et Vehlmann, Les Géants pétrifiés, est publié dans Spirou entre janvier et mars 2006 et sort en février de la même année. L'album se signale par un style graphique inspiré de celui du dessinateur de Gorillaz, Jamie Hewlett. La différence est poussée jusqu'à présenter un Fantasio à la calvitie prononcée. Par ailleurs, Spip n'y parle pas.
L'album de Tarrin et Yann, initialement prévu pour juin 2006, prend du retard, et c'est finalement celui de Le Gall, prévu lui pour janvier 2007, qui est publié dans Spirou entre mars et avril 2007 et qui paraît en premier le 4 avril 2007, chamboulant la numérotation initiale annoncée au dos des Géants pétrifiés. Dans Les Marais du temps, Frank Le Gall propose un style influencé par la ligne claire et les personnages y sont bien que plus proches de la série classique que dans le précédent album. On note la réapparition de Zorglub, à nouveau dans un rôle ambigu.
L'album de Tarrin et Yann, Le Tombeau des Champignac, est publié dans Spirou entre septembre et novembre 2007 et sort finalement le 21 novembre 2007. C'est un retour au style graphique des années 1960, avec une influence de Franquin évidente, et le retour de la Turbotraction (premier modèle) et du costume de groom. Spip n'y parle cependant pas. Le détail le plus surprenant de l'album est peut-être la relation amoureuse sous-entendue entre Spirou et Seccotine.
Pendant un temps, alors que le scénariste Jean-David Morvan et le dessinateur José Luis Munuera se voient retirer la direction de la série mère, leur dernier album, Aux sources du Z, co-scénarisé par Yann, est prévu pour être le quatrième tome des one-shots, avant d'être finalement réintégré en tant que cinquantième album dans la série mère.
C'est finalement Émile Bravo qui réalise le quatrième tome, intitulé Le Journal d'un ingénu, publié entre janvier et mars 2008 dans Spirou, qui sort le 21 avril 2008. L'histoire se déroule en 1939, alors que l'Europe va basculer dans la guerre et que Spirou est encore groom au Moustic Hôtel. Il y fait la rencontre de Fantasio et y décide que Spip l'accompagnera partout. Plusieurs personnages de Franquin apparus dans Spirou sur le ring y font leur retour. L'album est acclamé par la critique et multi-récompensé, recevant notamment le Prix des Libraires 2008 . Cette réception très positive conduit à changer les règles de la collection. Les albums peuvent à présent avoir une suite.

### Années 2010
Le cinquième tome, Le Groom vert-de-gris, scénarisé par Yann et dessiné par Olivier Schwartz, publié dans Spirou entre février et avril 2009, sort en 7 mai 2009. Il peut être considéré comme une suite alternative de l'album Le Journal d'un ingénu. L'histoire se déroule toujours à Bruxelles, durant la Seconde Guerre mondiale.
Mais fin 2013, Émile Bravo annonce la mise en chantier d'une véritable suite à son Journal d'un Ingénu.
Panique en Atlantique, scénarisé par Lewis Trondheim et dessiné par Fabrice Parme, publié dans Spirou entre février et avril 2010, paraît le 16 avril 2010. Pour l'occasion, le titre de la collection, Une Aventure de Spirou et Fantasio par..., est abandonné au profit du nouveau titre Le Spirou de....
Un premier album hors série, Spirou sous le manteau, est publié en septembre 2013, réunissant la collection complète des 41 numéros du Journal de Spirou prétendument vendus sous le manteau durant la guerre à Bruxelles alors que le périodique était interdit de publication par les Allemands. L'album explique que quelques auteurs, dont un certain Lee Avranski (signant du pseudonyme « AL ») continuèrent de publier clandestinement une simple page pliée, montrant une illustration mettant en scène Spirou, Fantasio et Spip, dans des activités souvent en lien avec l’Occupation et qu'un descendant du dessinateur AL venait de confier ce trésor aux éditions Dupuis. Les illustrations sont en réalité créées de toutes pièces par Al Severin, dans le style graphique du Spirou des années Jijé.
La Femme léopard, à nouveau scénarisé par Yann et dessiné par Olivier Schwartz, publié dans Spirou entre décembre 2013 et mars 2014 sous le titre Spirou et le Fétiche des Marolles, parait le 2 mai 2014. À la fin de ce tome, la suite de l'histoire, laissée en suspens, est annoncée : elle s'intitulera Le Maître des hosties noires.
La Grosse Tête, scénarisé par Makyo, et dessiné par Téhem, publié dans Spirou entre novembre 2014 et janvier 2015, paraît le 20 mars 2015. Le titre de ce huitième tome, ainsi que l'histoire, au ton ouvertement parodique, font référence à La Mauvaise Tête, album de la série classique scénarisé et dessiné par André Franquin, et publié 60 ans plus tôt.
En 2016 sont publiés deux nouveaux albums dans la série. Le premier, Fantasio se marie, publié dans Spirou entre mars et mai 2016, est réalisé par Benoît Feroumont et paraît le 10 juin 2016. Le second, La Lumière de Bornéo, scénarisé par Zidrou et dessiné par Frank Pé, publié dans Spirou entre juillet et octobre 2016, paraît le 7 octobre 2016.
Au cours de l'année 2016, le journal Spirou publie, en suppléments réservés aux abonnés, une série de quatre stripbooks dans lesquels Al Severin réalise de courts récits, en noir et blanc et bichromie, en format à l'italienne, de Spirou et Fantasio toujours prétendument dus au dessinateur AL. Ces récits, outre un inédit et des illustrations, sont édités en album hors série sous le titre À tous les coups, c'est Spirou ! en novembre 2016.
Le Maître des hosties noires, suite de La Femme léopard, par le tandem Yann au scénario et Olivier Schwartz au dessin, publié dans Spirou entre décembre 2016 et février 2017, paraît le 20 janvier 2017. L'histoire est partiellement inspirée de celle de Cœurs d'acier réalisée par Yves Chaland en 1982, le pays africain imaginaire des Urugondolos étant présent dans les deux albums.
Le douzième tome de la série, Il s'appelait Ptirou, scénarisé par Yves Sente et dessiné par Laurent Verron, publié dans Spirou entre septembre et novembre 2017, paraît le 24 novembre 2017. Curieusement, la maquette choisie par l'éditeur ne reprend pas la numérotation de la série, bien qu'il figure au catalogue de l'éditeur comme faisant partie de la série Le Spirou de…. Cet album a servi de point de départ à la série Mademoiselle J., racontant les aventures de Juliette de Sainteloup, dans le deuxième quart du XXe siècle.
En parallèle à la sortie du film inspiré de la série, Les Aventures de Spirou et Fantasio, en février 2018, un nouvel album hors série, écrit par Olivier Bocquet, dessiné par Brice Cossu et Alexis Sentenac, paraît en janvier 2018 sous le titre Le Triomphe de Zorglub,, qui n'est pas une adaptation du film mais une mise en abyme dans laquelle Fantasio, recalé au casting pour interpréter son propre rôle, suit, en qualité de journaliste avec Spirou et Seccotine, un tournage épique avec un réalisateur en plein délire et un producteur sosie de Zorglub.
Le treizième tome de la série, Fondation Z, publié dans Spirou entre janvier et avril 2018, paraît le 20 avril 2018. Écrit par Denis-Pierre Filippi et dessiné par Fabrice Lebeault, il présente une version audacieuse du personnage en le transposant dans un univers futuriste totalement inhabituel, mêlant steampunk et Art nouveau.
Le 18 avril 2018, débute dans le no 4175 de Spirou la publication de Spirou ou l'espoir malgré tout, écrit et dessiné par Émile Bravo, la suite de l'album Le Journal d'un ingénu qui retrouve Spirou et Fantasio en 1940 alors que l'Allemagne envahit la Belgique, une fresque annoncée de plus de 300 pages à paraître en quatre volumes,. La première partie, intitulée Un mauvais départ paraît le 5 octobre 2018.
En septembre 2018, Al Severin réalise un nouvel album hors série, toujours signé AL, dans le style graphique de Jijé, intitulé Le Petit Théâtre de Spirou, qui reprend des saynètes écrites par André Moons et Jean Doisy pour le théâtre de marionnettes dénommé théâtre du farfadet qu'ils avaient créé en décembre 1942, avec lequel ils parcouraient la Belgique occupée avec des spectacles reprenant Spirou et Fantasio et d'autres personnages du journal Spirou pour compenser l'interdiction de la publication du journal et servir de couverture à un réseau de résistants. L'album comprend en supplément de 12 pages intitulé Le Farfadet vous présente son programme,.
L'automne 2019 est fécond pour la série puisque le 4 octobre 2019, après publication dans Spirou entre mai et août 2019, la seconde partie de Spirou ou l'espoir malgré tout d'Émile Bravo, est éditée sous le titre Un peu plus loin vers l'horreur alors que le 18 octobre 2019 paraît un nouvel album, sans publication préalable dans Spirou, Spirou à Berlin, réalisé pour la première fois par un auteur n'appartenant pas à la sphère franco-belge, l'auteur allemand Flix, qui emmène Spirou, Fantasio et le Comte de Champignac dans le Berlin de 1989, encore coupé en deux par le Mur.
Dans le no 4249 de Spirou du 18 septembre 2019 débute la publication de Spirou chez les Soviets, écrit par Fred Neidhardt et dessiné par Fabrice Tarrin, qui est publié en album le 4 septembre 2020.

### Années 2020
Après la fin de la publication des 4 tomes de L'espoir malgré tout en 2022, le scénariste Yann s'associe au vétéran Dany pour l'album Spirou et la Gorgone bleue en 2023. Cependant, un an après sa sortie, l'album suscite une polémique pour des dessins décrits comme à caractère raciste par certains observateurs, et l'éditeur retire l'album des ventes le 31 octobre 2024 tout en présentant ses excuses. À noter que l'album est le seul de la collection à n'avoir pas été préalablement publié dans le magazine Spirou, et ceci avant même la polémique.

## Publications

### Périodiques
Les albums font l'objet d'une prépublication dans Spirou.
- Les Géants pétrifiés, 58 planches, du no 3537 du 25 janvier 2006 au no 3546 du 29 mars 2006, avec couverture du no 3540
- Les Marais du temps, 52 planches, du no 3595 du 7 mars 2007 au no 3600 du 11 avril 2007, avec couverture du no 3595
- Le Tombeau des Champignac, 59 planches, du no 3624 du 26 septembre 2007 au no 3633 du 28 novembre 2007, avec couverture du no 3624
- Le Journal d'un ingénu, 63 planches, du no 3638 du 2 janvier 2008 au no 3647 du 5 mars 2008, avec couverture du no 3638
- Le Groom vert-de-gris, 62 planches, du no 3697 du 18 février 2009 au no 3704 du 8 avril 2009, avec couvertures du no 3697 et du no 3704
- Panique en Atlantique, 62 planches, du no 3750 du 24 février 2010 au no 3756 du 7 avril 2010
- Spirou et le Fétiche des Marolles, re-titré par la suite La Femme léopard, 62 planches, du no 3949 du 18 décembre 2013 au no 3960 du 5 mars 2014, avec couverture du no 3949
- La Grosse Tête, 63 planches, du no 3998 du 26 novembre 2014 au no 4007 du 28 janvier 2015, avec couverture du no 3998
- Fantasio se marie, 64 planches, du no 4067 du 23 mars 2016 au no 4075 du 18 mai 2016, avec couverture du no 4067
- La Lumière de Bornéo, 84 planches, du no 4082/4083 du 6 juillet 2016 au no 4095 du 5 octobre 2016, avec couverture du no 4082/4083
- Le Maître des hosties noires, 62 planches, du no 4104/4105 du 7 décembre 2016 au no 4113 du 8 février 2017, avec couverture du no 4104/4105
- Il s'appelait Ptirou, 76 planches, du no 4145 du 20 septembre 2017 au no 4153 du 15 novembre 2017, avec couverture du no 4145
- Fondation Z, 76 planches, du no 4164 du 31 janvier 2018 au no 4174 du 11 avril 2018, avec couverture du no 4164
- Spirou ou l'espoir malgré tout, tome 1 : Un mauvais départ, 86 planches, du no 4175 du 18 avril 2018 au no 4184 du 20 juin 2018, avec couverture du no 4175
- Spirou ou l'espoir malgré tout, tome 2 : Un peu plus loin vers l'horreur, 86 planches, du no 4230 du 8 mai 2019 au no 4244 du 14 août 2019, avec couverture du no 4230
- Spirou chez les Soviets, 54 planches, du no 4249 du 18 septembre 2019 au no 4278 du 8 avril 2020, avec couverture des no 4249 et no 4272

### Albums
- Les Géants pétrifiés, Dupuis, Marcinelle, 2006
Scénario : Fabien Vehlmann - Dessin : Yoann - Couleurs : Delf -  (ISBN 2800137843)
- Les Marais du temps, Dupuis, Marcinelle, avril 2007
Scénario et dessin : Frank Le Gall - Couleurs : Dominique Thomas -  (ISBN 9782800138268)
- Le Tombeau des Champignac, Dupuis, Marcinelle, novembre 2007
Scénario : Yann et Fabrice Tarrin - Dessin : Fabrice Tarrin - Couleurs : Fabrice Tarrin, Yuko et Fred Neidhardt -  (ISBN 9782800138053)
- Le Journal d'un ingénu, Dupuis, Marcinelle, 23 avril 2008
Scénario et dessin : Émile Bravo - Couleurs : Delphine Chedru -  (ISBN 9782800140520)
- Le Groom vert-de-gris, Dupuis, Marcinelle, 7 mai 2009
Scénario : Yann - Dessin : Olivier Schwartz - Couleurs : Laurence Croix -  (ISBN 9782800140513)
- Panique en Atlantique, Dupuis, Marcinelle, 16 avril 2010
Scénario : Lewis Trondheim - Dessin : Fabrice Parme - Couleurs : Véronique Dreher -  (ISBN 9782800147383)
- HS 1 Spirou sous le manteau, Dupuis, Marcinelle, 6 septembre 2013
Scénario, dessin et couleurs : Al Severin -  (ISBN 9782800158921)
- La Femme léopard, Dupuis, Marcinelle, mai 2014
Scénario : Yann - Dessin : Olivier Schwartz - Couleurs : Laurence Croix -  (ISBN 9782800157429)
- La Grosse Tête, Dupuis, Marcinelle, mars 2015
Scénario : Makyo et Toldac - Dessin : Téhem - Couleurs : Téhem -  (ISBN 9782800156569)
- Fantasio se marie, Dupuis, Marcinelle, 10 juin 2016
Scénario et dessin : Benoît Feroumont - Couleurs : Christelle Coopman -  (ISBN 9782800165646)
- La Lumière de Bornéo, Dupuis, Marcinelle, 7 octobre 2016
Scénario : Zidrou - Dessin et couleurs : Frank Pé -  (ISBN 9782800167367)
- HS 2 À tous les coups, c'est Spirou !, Dupuis, Marcinelle, 4 novembre 2016
Scénario et dessin : Al Severin - Couleurs : bichromie -  (ISBN 9782800169040)
- Le Maître des hosties noires, Dupuis, Marcinelle, 20 janvier 2017
Scénario : Yann - Dessin : Olivier Schwartz - Couleurs : Laurence Croix -  (ISBN 9782800164021)
- Il s'appelait Ptirou, Marcinelle,  (ISBN 9782800170695), Dupuis
Scénario : Yves Sente - Dessin : Laurent Verron - Couleurs : 24 novembre 2017
- HS 3 Le Triomphe de Zorglub, Dupuis, Marcinelle, 28 septembre 2018
Scénario : Olivier Bocquet - Dessin : Brice Cossu, Alexis Sentenac - Couleurs : Johann Corgié -  (ISBN 9782800174594)
- Fondation Z, Marcinelle,  (ISBN 9791034730018), Dupuis
Scénario : Denis-Pierre Filippi - Dessin : Fabrice Lebeault - Couleurs : 20 avril 2018
- Spirou ou l'espoir malgré tout, tome 1 : Un mauvais départ, Dupuis, Marcinelle, juillet 2018
Scénario et dessin : Émile Bravo - Couleurs : Fanny Benoît -  (ISBN 9782800160986)
- HS 4 Le Petit Théâtre de Spirou, Dupuis, Marcinelle, 28 septembre 2018
Scénario, dessin et couleurs : Al Severin -  (ISBN 9782800174884)
- Spirou ou l'espoir malgré tout, tome 2 : Un peu plus loin vers l'horreur, Dupuis, Marcinelle, octobre 2019
Scénario et dessin : Émile Bravo - Couleurs : Fanny Benoît -  (ISBN 9791034731626)
- Spirou à Berlin, Dupuis, Marcinelle, octobre 2019
Scénario et dessin : Flix - Couleurs : Ralf Marczinczik, Marvin Clifford -  (ISBN 9791034747184)
- Spirou chez les Soviets, Dupuis, Marcinelle, septembre 2020
Scénario : Fred Neidhardt - Dessin et couleurs : Fabrice Tarrin -  (ISBN 978-2-8001-6955-2)
- Pacific Palace, Dupuis, Marcinelle, janvier 2021
Scénario, dessin et couleurs : Christian Durieux -  (ISBN 979-1-0347-3269-2)
- Spirou ou l'espoir malgré tout, tome 3 : Un départ vers la fin, Dupuis, Marcinelle, octobre 2021
Scénario et dessin : Émile Bravo - Couleurs : Fanny Benoît -  (ISBN 9791034731633)
- Spirou ou l'espoir malgré tout, tome 4 : Une fin et un nouveau départ, Dupuis, Marcinelle, mai 2022
Scénario et dessin : Émile Bravo - Couleurs : Fanny Benoît -  (ISBN 9791034731640)
- Spirou chez les fous, Dupuis,  (ISBN 978-2-8001-6991-0), novembre 2022
Scénario : Jul - Dessin : Libon
- Spirou et la gorgone bleue, Dupuis,  (ISBN 978-2-8001-6780-0), septembre 2023 (retiré en novembre 2024)
Scénario : Yann - Dessin : Dany - Retiré de la vente le 31 octobre 2024 à la suite d'une polémique pour des dessins décrits comme à caractère raciste par certains observateurs[14].